# Libkovice
Libkovice (německy Liquitz) jsou bývalá obec, která se nacházela v severozápadních Čechách v okrese Most. Obec ležela podél Lomského potoka zhruba 1,5 km severovýchodně od obce Mariánské Radčice v nadmořské výšce 251 metrů. Výměra k. ú. Libkovice u Mostu činí 748 ha. Libkovice jsou posledním souvislým sídelním útvarem v této oblasti, který byl zlikvidován kvůli těžbě hnědého uhlí. Ke zboření obce došlo přes silný odpor občanské společnosti (Hnutí DUHA, Greenpeace aj.) v roce 1992. Poslední pozůstatek po obci – kostel sv. Michaela – byl srovnán se zemí o deset let později. V prostoru k těžbě nakonec nikdy nedošlo. Dnes jsou Libkovice jako místní část a katastrální území součástí obce Mariánské Radčice.

## Název
Název vesnice byl odvozen z osobního jména Libek (Ľubek) ve významu ves lidí Libkových. V historických pramenech se jméno objevuje ve tvarech: Lubcouiz (1186), in Lubtitz (1209), Lubcowitz (1240), Luczkowicz (1340), Lucwicz (1341), Lukuicz a Lugucz (1352), Luknicz a Lignicz (1369), Luknicz a Luguicz (1384/1385), Luknicz a Lugnicz (1399), Luknicz (okolo roku 1405), Likwjczy (1575), Likwitz (1787), Liquitz a Likwitz nebo Likowitz (1833)..

## Historie

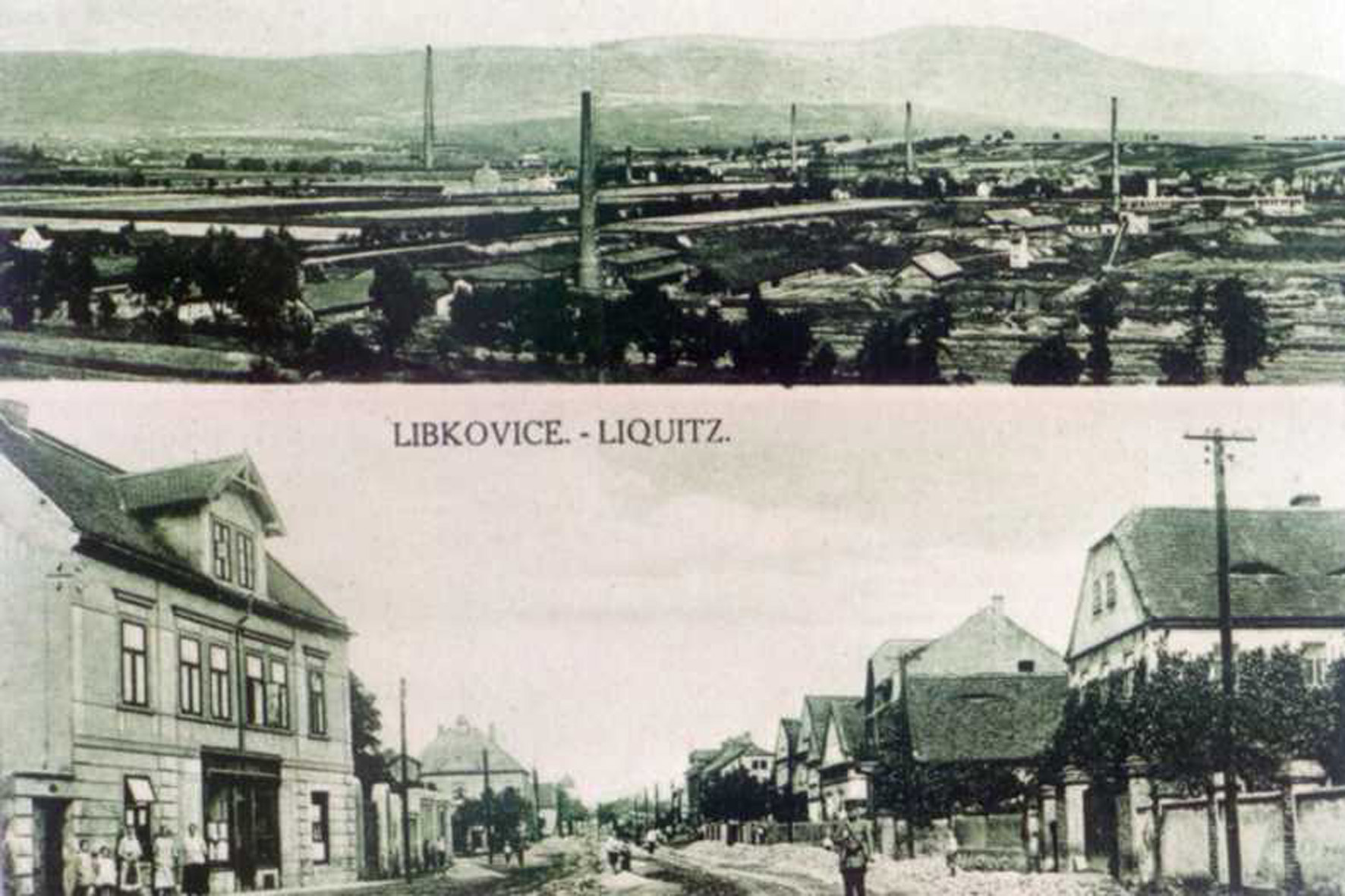
Pohled na zaniklé Libkovice

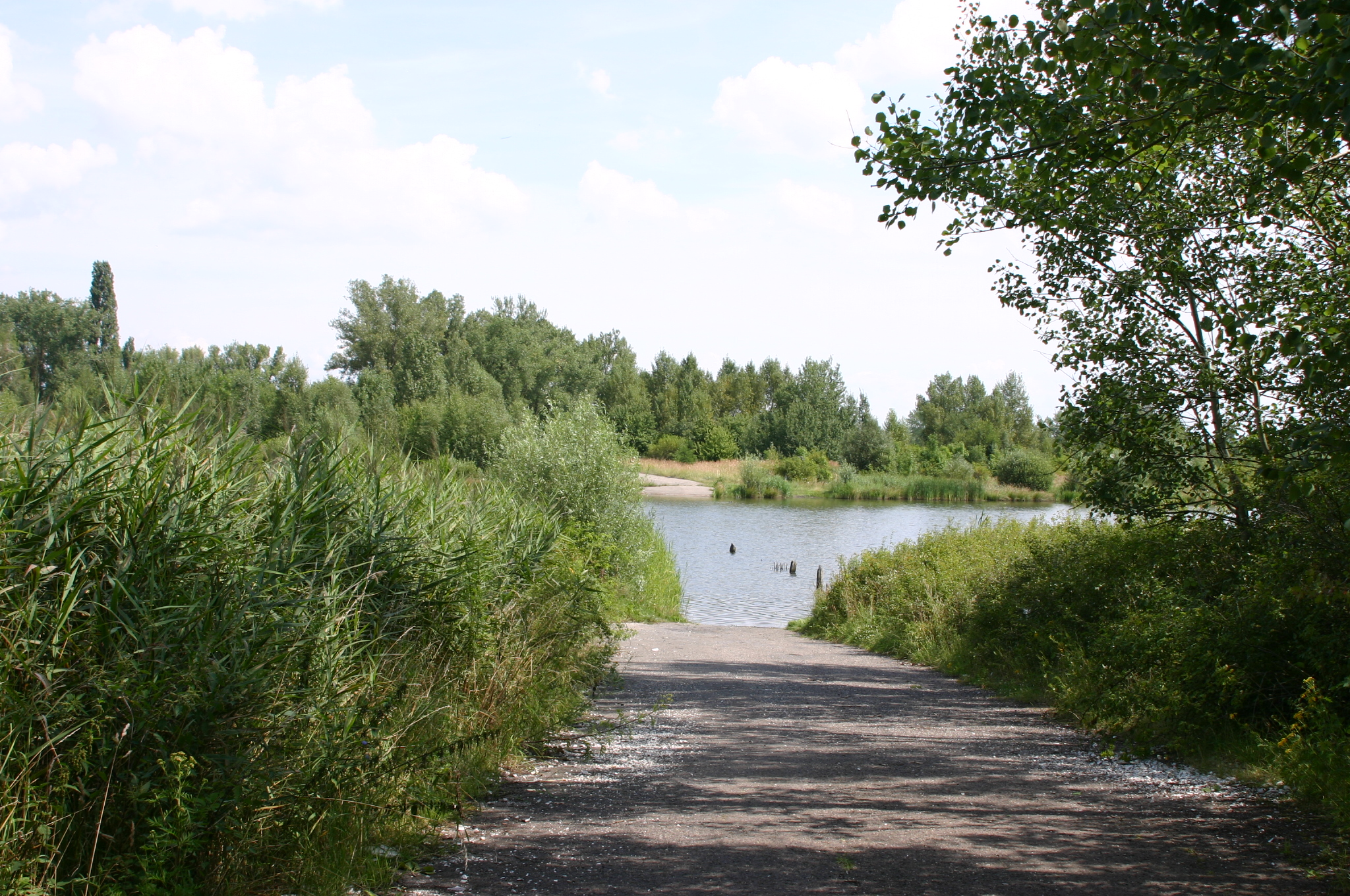
Zatopená cesta z Mariánských Radčic do Libkovic

První písemná zmínka o vesnici pochází již z roku 1186 v listině knížete Bedřicha. V roce 1209 potvrdil pražský biskup Daniel oseckému klášteru desátky z Libkovic. Opat tohoto kláštera Slavko koupil kolem roku 1240 od Hrabišiců část vsi s příslušenstvím, které tvořily dva mlýny, vinice, les a rybník. Ves pak zůstala v majetku kláštera až do zrušení poddanství v roce 1848.
Po roce 1850 se Libkovice staly osadou Mariánských Radčic, ale posléze se osamostatnily. V letech 1850-1896 byly součástí okresu Teplice, v letech 1896-1960 se nacházely na území okresu Duchcov a od roku 1960 jsou součástí okresu Most.
Tradiční obživou obyvatel bylo zemědělství, především chov dobytka. Teprve v poslední třetině 19. století došlo v okolí k rozvoji uhelného dolování a tím i k demografickým a ekonomickým změnám v Libkovicích. V roce 1884 byl otevřen důl Kaisergrube u Mariánských Radčic, roku 1889 Jan I v Lomu a další. Rostl počet obyvatel a tradiční německá obec se začala novými příchozími z vnitrozemí počešťovat. Učitelem a významným organizátorem života zdejší české menšiny byl tehdy Václav Freiman, pozdější poslanec parlamentu a prvorepublikový předseda okresní správní komise v Duchcově.

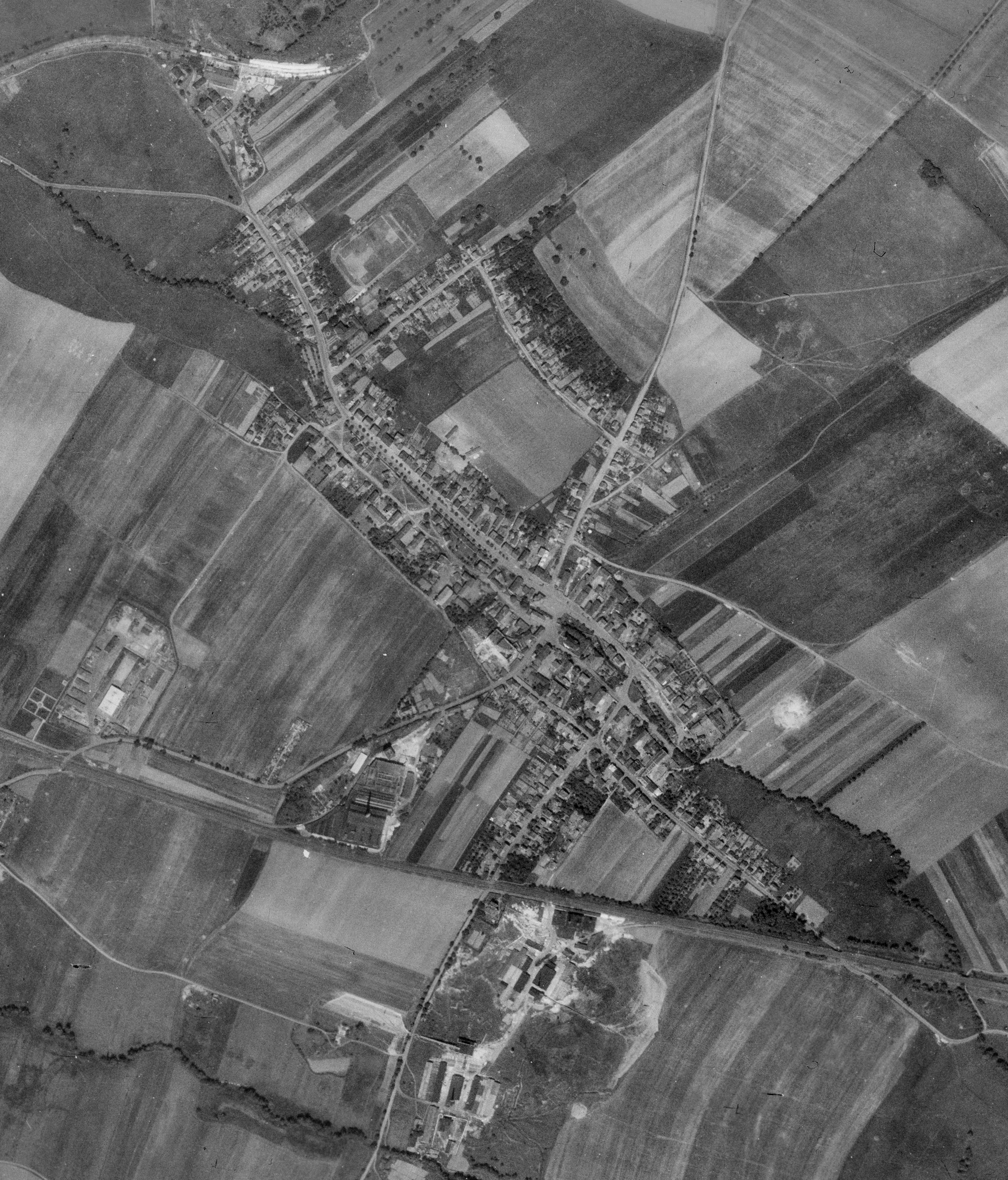
Letecký snímek (1953)

Během 1. republiky zde vznikla cihelna, sklárna a továrna na keramické zboží. Během druhé světové války byl v Libkovicích zřízen zajatecký tábor. Po válce tento tábor sloužil jako sběrný pro osoby určené k odsunu. Byli zde zadržováni rovněž němečtí cisterciáčtí mniši z blízkého Oseka (včetně opata Eberharda Harzera), kteří byli určeni k odsunu ač během celé války se nijak neprovinili. Do roku 1989 byla v Libkovicích věznice.
V roce 1987 bylo rozhodnuto o demolici obce, kterou nezvrátily ani společenské změny po roce 1989. Úřady vydaly demoliční výměr jen několik měsíců po revoluci a podstatná část obce byla navzdory protestům postupně zbořena v letech 1991-1993, aby uvolnila prostor pro rozšíření těžby uhlí státního podniku Doly Hlubina. Osud obce neodvrátila ani blokáda, konaná zde od 1. prosince 1992. Ještě v prosinci si přijel situaci na místo samé prohlédnout i prezident Václav Havel. Po tříměsíčním zákazu bourání vydaném tehdejším ministrem průmyslu a obchodu Vladimírem Dlouhým byl v květnu 1993 vydán opětovný příkaz k demolicím. Následovala jej vyhrocenější blokáda, při níž došlo i k fyzickým konfrontacím. Na základě těchto událostí byl ředitel státního podniku Doly Hlubina pan Stružka ministrem Dlouhým odvolán a až do října 1993 se nebouralo. 13. října 1993 zbouraly buldozery podstatnou část libkovické hlavní ulice, po nichž následoval další, neúspěšný pokus o blokádu. Nového roku se dočkal jen kostel a dalších 15 domů. Kostel byl navzdory slibu nového vlastníka Mostecké uhelné, že jej zachová a nechá zastřešit, v srpnu 2002 nakonec stržen rovněž. Spor o zbourání Libkovic a zdejší blokáda se staly jednou z formujících událostí soudobého českého ekologického hnutí. Po tamním neúspěchu se pozornost občanských sdružení přesunula na obce, jež jsou další v řadě – zejména na město Horní Jiřetín.

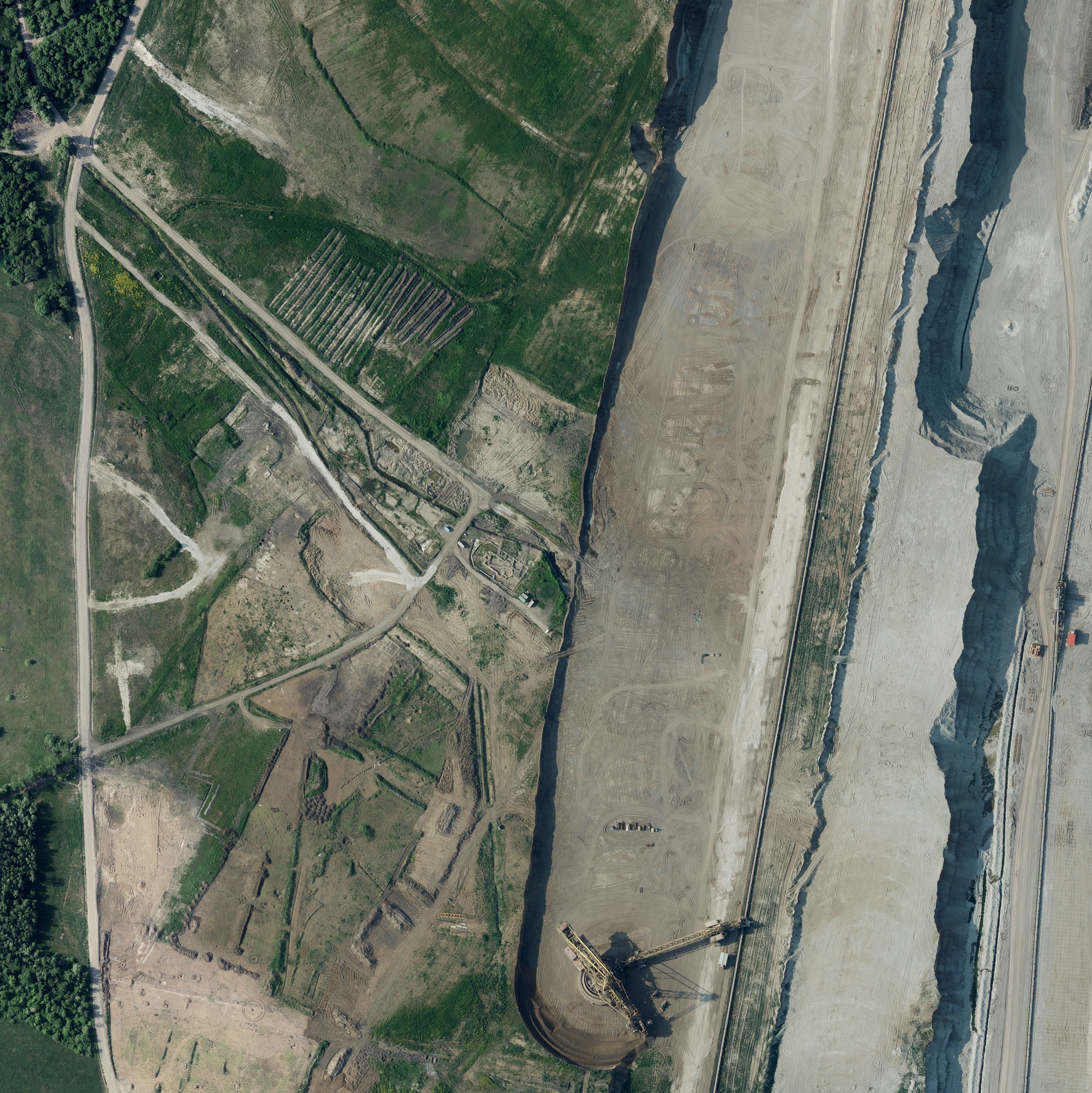
Letecký snímek střední části bývalé obce (2023)

Paradoxně se uhlí v těchto místech nikdy netěžilo, protože se území bývalé obce nachází již za hranicí dobývacího prostoru stanoveného územními limity těžby schválenými českou vládou v roce 1991.
Bourání obce a boj místních obyvatel za její záchranu zachytil fotograf Ibra Ibrahimovič v seriálu černobílých fotografií nazvaným Libkovice, svědomí severu. Jeho snímky jsou také součástí knihy Libkovice: Zdař bůh.
V roce 2019 na území bývalé obce proběhl záchranný archeologický výzkum, během kterého došlo k odkrytí základů původního kostela, pohřebiště a základů několika budov.

## Obyvatelstvo
Při sčítání lidu v roce 1921 zde žilo 1 794 obyvatel (z toho 914 mužů), z nichž bylo 1 138 Čechoslováků, 640 Němců, jeden příslušník jiné národnosti a patnáct cizinců. Kromě římskokatolické většiny zde žilo sedm evangelíků, deset členů církve československé, pět židů, dva členové nezjišťovaných církví a 908 lidí bez vyznání. Podle sčítání lidu z roku 1930 měla vesnice 2 314 obyvatel: 1 435 Čechoslováků, 848 Němců, čtyři příslušníky jiné národnosti a 27 cizinců. Z nich se 1 230 hlásilo k římskokatolické církvi, třicet k církvím evangelickým, 57 k církvi československé, jeden k izraelské, šestnáct lidí patřilo k nezjišťovaným církvím a 980 jich bylo bez vyznání.
|           | 1869 | 1880 | 1890 | 1900  | 1910  | 1921  | 1930  | 1950  | 1961  | 1970  | 1980 | 1991 | 2001 | 2011 |
| --------- | ---- | ---- | ---- | ----- | ----- | ----- | ----- | ----- | ----- | ----- | ---- | ---- | ---- | ---- |
| Obyvatelé | 424  | 452  | 607  | 1 076 | 1 434 | 1 794 | 2 314 | 2 184 | 1 385 | 1 181 | 986  | 257  | 3    | 0    |
| Domy      | 74   | 79   | 91   | 105   | 118   | 135   | 258   | 298   | 277   | 264   | 249  | 88   | 1    | 1    |

| Rok            | 1980 | 1981 | 1982 | 1983 | 1984 | 1985 | 1986 | 1987 | 1988 | 1989 | 1990 | 1991 | 1992 |
| -------------- | ---- | ---- | ---- | ---- | ---- | ---- | ---- | ---- | ---- | ---- | ---- | ---- | ---- |
| Počet obyvatel | 1028 | 974  | 960  | 935  | 927  | 913  | 876  | 865  | 851  | 614  | 332  | 146  | 20   |

## Pamětihodnosti

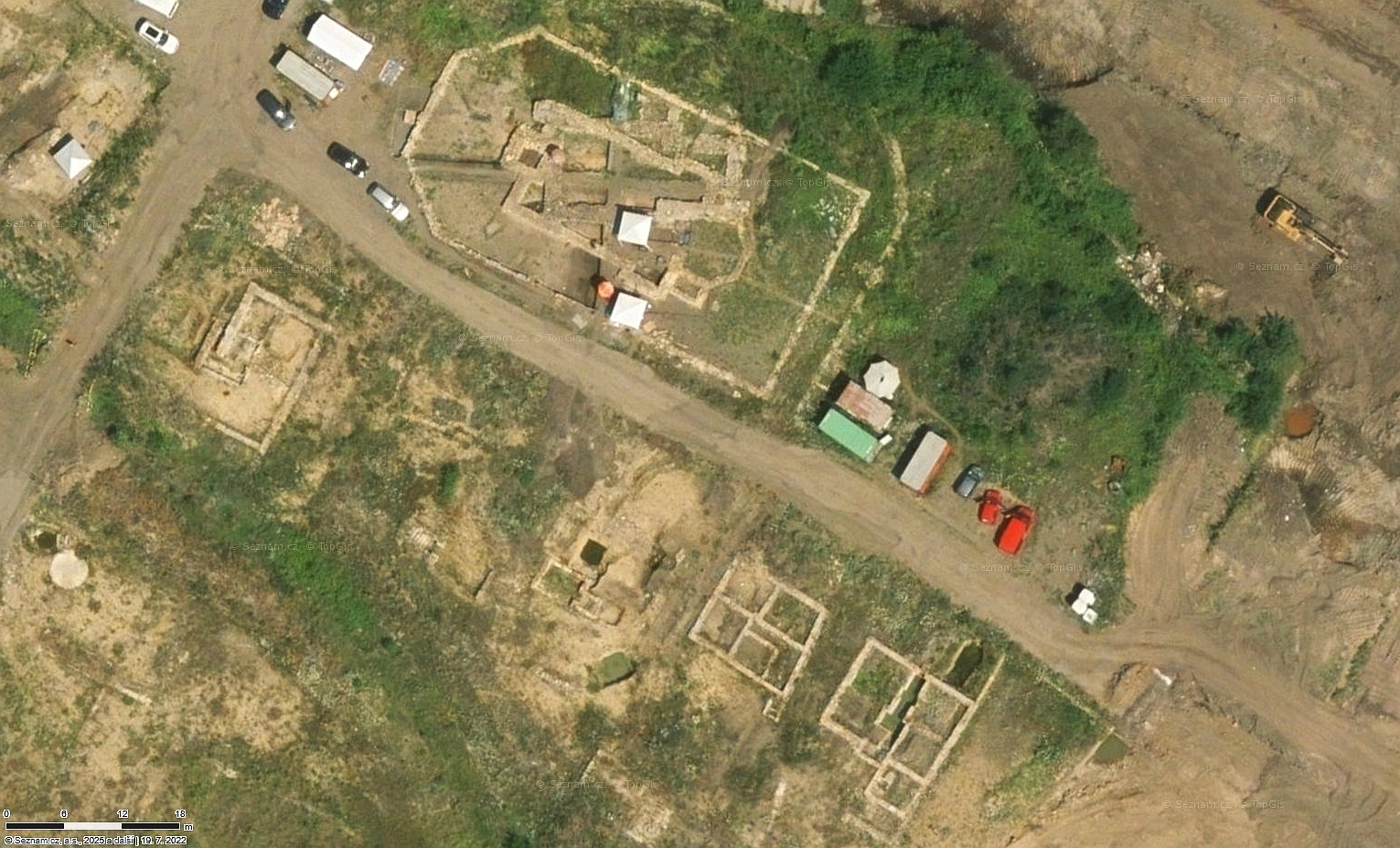
Letecký snímek odkrytých základů kostela a přilehlých staveb (2022)

- Pseudorenesanční kostel sv. Michaela na návsi postavený v letech 1893–1895 za oseckého opata Siegla na místě zbořeného původního kostela sv. Mikuláše, kostel zbořen jako poslední zbytek Libkovic v roce 2002.
- Sloup Nejsvětější Trojice z roku 1739 přesunutý do Litvínova
- Socha sv. Jana Nepomuckého z roku 1730
- Čtyři výklenkové kaple zastavení Sedmi bolestí Panny Marie přemístěné ke kostelu ve Vtelně

## Významní rodáci
- Antonín Kubálek – pianista
- Přemysl Freiman – režisér a televizní redaktor